# Datsun DC-3
Der Datsun DC-3 war ein leichter Roadster, den Nissan von 1952 bis 1958 herstellte. Der Wagen war der Nachfolger des Vorkriegsmodells Road Star und wurde seinerseits 1959 durch den S211 abgelöst.
Der Wagen wurde von einem Reihenvierzylindermotor mit 860 cm³ Hubraum angetrieben, der 20 bhp (15 kW) leistete. Damit konnte der DC-3 eine Höchstgeschwindigkeit von 70 km/h erreichen. Die Motorkraft wurde über ein manuelles Dreiganggetriebe an die Hinterräder übertragen. Vorder- und Hinterachse waren an Blattfedern aufgehängt. Der DC-3 hatte vier Sitzplätze.